# Where Is the Line
"Where Is the Line" är en låt skriven och framförd av den isländska sångerskan Björk, utgiven på hennes sjätte album Medúlla (2004). Låten var från början tänkt att släppas som albumets tredje kommersiella singel (efter "Who Is It" och "Triumph of a Heart"; "Oceania" utgavs aldrig kommersiellt) men utgivningen av singeln avbröts precis innan soundtrackalbumet Drawing Restraint 9 utkom, för att istället kunna lägga all marknadsföring på filmen och dess soundtrack. Man hade föreslagit att "Where Is the Line" skulle släppas som singel i juli 2005 varpå obekräftade låtlistor såväl som tänkta singelomslag har dykt upp.
Musikvideon till låten regisserades av den isländska artisten Gabríela Friðriksdóttir och spelades in sent 2004.

## Struktur
"Where Is the Line" är en a cappellalåt helt uppbyggd av sång, tillika flera av låtarna på albumet Medúlla. Det är en relativt mörk låt i vilken Björk går till attack mot en yngre släkting för att vara girig och opålitlig. Hon har även sagt att beatboxaren Rahzels sång redigerades över hela låten eftersom hon ville testa 'de båda ytterligheterna'. Den andra ytterligheten är i "Who Is It" där Rahzel skapar ett mindre hängigt beatboxarrangemang.

## Coverversioner
De tyska jazzmusikerna Michael Wollny och Heinz Sauer har spelat in en cover på låten på deras album Certain Beauty (2006), under titeln "Where is the Line (With You)".